# ليني (مغنية)
ليني (بالتشيكية: Lenny)‏ هي عازفة بيانو ومغنية تشيكية، ولدت في 25 سبتمبر 1994 في براغ في التشيك.

## وصلات خارجية
- ليني على موقع IMDb (الإنجليزية)
- ليني على موقع ميوزك برينز (الإنجليزية)
- ليني على موقع أول ميوزيك (الإنجليزية)
- ليني على موقع ديسكوغز (الإنجليزية)
- ليني على موقع قاعدة بيانات الفيلم (الإنجليزية)